# 自己愛憤怒
自己愛憤怒（じこあいふんぬ、英: Narcissistic rage）とは、自己愛者の自尊心もしくは自己価値感への脅威と認識される時に、「自己愛的傷つき」や「自己愛損傷」（Narcissistic injury）などへの反応として生じる、激しい怒りである。自己愛的怒りとも呼ばれる。
自己愛的傷つきはジークムント・フロイトによって1920年代に用いられた用語である。また、自己愛的怒りという用語は、1972年、ハインツ・コフートによってつくられた用語である。

## 特徴

### 自分の快楽を優先
「自己愛憤怒は自己中心的な人間の中に多発され、自分の利益や快楽を優先するので、その過程で他者を傷つける可能性が高い」。自己中心的な人間には、他者を気にし過ぎるあまり攻撃的になる自己愛者と、他者の評価が本当に気にならないので自分の欲望を他人に押し付けることが出来るサイコパスの2つのタイプがある。自己愛者は、主観的評価より少しでも低い評価や冷遇を他者から受けた途端に怒りを爆発させ、攻撃行動へ結びつく。

### 攻撃行為
自己愛的怒りは、無関心から比較的軽度の苛立ちおよび当惑という例から、暴力的攻撃を含む激しい感情爆発に至るまでの連続体上に生じる。自己愛的怒りは自己愛性パーソナリティ障害に限らず、カタトニーや偏執的妄想、また抑うつエピソードにおいても同様に見られる場合がある。
攻撃行動とは、「他者に危害を加えようとする意図的行動」のこと。攻撃行動には2つのポイントがあり、「行為者本人に相手を害しようという意図があるかないか、被害者本人に意に反して害されたという意識があるかないか」「第三者からみて攻撃しているとみなされるかどうか」という点と、危害を加えようとしているという点である（未遂か、成し遂げられたかは関係ない）。「他者を傷つける行為」であっても、たとえば外科手術・格闘技・自傷行為・サディスト－マゾヒストの関係、何らかの事故の場合は、それぞれ、傷を加える側の目的が「被害者」の治療で「被害者」の目的も同じ、嫌がっているのを無理矢理リングに上げさせられたのではない、行為者と被害者が同一人物、行為を受ける人物が事態を避けようとしていない、加害者の意図した行動ではないので、社会心理学でいう「攻撃行動」ではない。

### 完璧主義
ナルシシストはしばしば疑似完璧主義者であり、周囲からの注目の中心であることを求めている。彼らは注目を喚起する状況を作り出す。彼らの完璧になろうとする試みは、その壮大な自己イメージの凝集のためである。彼らは、自らが完璧と考える知覚状態に達していないと、罪悪感、恥、怒り、不安が引き起こされる。彼らは、完璧ではないのであれば、他人からの称賛や愛を失うと信じているのである。
自己心理学では、そのような完璧主義の背後に、早期における壮大な自己に対しての外傷性損傷を見るであろう。